# Rezerwaty przyrody w województwie śląskim
Rezerwaty przyrody w województwie śląskim
Na terenie województwa śląskiego znajduje się 66 rezerwatów przyrody (stan na dzień luty 2024 r.), zajmujących łączną powierzchnię 4534,8 ha. Stanowi to 0,37 % powierzchni regionu.
Największą grupę stanowią rezerwaty leśne, które najliczniej występują w Beskidach oraz na Wyżynie Krakowsko-Częstochowskiej. Dodatkowo możemy wyróżnić takie rodzaje rezerwatów:
- wodne – 2 rezerwaty, „Dolina Żabnika” w Jaworznie i „Łężczok" w Nędzy i Raciborzu,
- torfowiskowe – 1 rezerwat – „Rotuz” w Chybiu i Czechowicach-Dziedzicach,
- przyrody nieożywionej – 4 rezerwaty, np. „Góra Zborów” w Kroczycach,
- faunistyczne – 2 rezerwaty – „Żubrowisko” w Pszczynie i Bojszowach oraz „Wisła" w Wiśle,
- florystyczne – 3 rezerwaty, np. „Ochojec” w Katowicach.

Najstarsze rezerwaty to Borek i „Wielki Las” utworzone 19 marca 1953 r., znajdujące się w powiecie częstochowskim. Najmłodszy, utworzony w lutym 2024 r. to rezerwat Kochanowicki Grąd w gminie Kochanowice w powiecie lublinieckim. 

Największą powierzchnię spośród śląskich rezerwatów zajmuje Żubrowisko w powiecie pszczyńskim – 744,77 ha, natomiast najmniejszym rezerwatem jest Bukowa Góra 1,06 ha w powiecie kłobuckim. Tylko jedenaście rezerwatów ma powierzchnię większą niż 100 ha. Wokół dziesięciu rezerwatów utworzona została otulina.
Rejestr rezerwatów przyrody województwa śląskiego:
1. rezerwat przyrody Babczyna Dolina
2. rezerwat przyrody Barania Góra
3. rezerwat przyrody Borek
4. rezerwat przyrody Bukowa Góra
5. rezerwat przyrody Bukowa Kępa
6. rezerwat przyrody Butorza
7. rezerwat przyrody Cisy koło Sierakowa
8. rezerwat przyrody Cisy nad Liswartą
9. rezerwat przyrody Cisy Przybynowskie
10. rezerwat przyrody Cisy w Hucie Starej
11. rezerwat przyrody Cisy w Łebkach
12. rezerwat przyrody Czantoria
13. rezerwat przyrody Dębowa Góra
14. rezerwat przyrody Dolina Łańskiego Potoku
15. rezerwat przyrody Dolina Żabnika
16. rezerwat przyrody Dziobaki
17. rezerwat przyrody Góra Zborów
18. rezerwat przyrody Gawroniec
19. rezerwat przyrody Góra Chełm
20. rezerwat przyrody Góra Grojec
21. rezerwat przyrody Grapa
22. rezerwat przyrody Hubert
23. rezerwat przyrody Jaworzyna
24. rezerwat przyrody Jeleniak Mikuliny
25. rezerwat przyrody Kaliszak
26. rezerwat przyrody Kępina
27. rezerwat przyrody Kochanowicki Grąd
28. rezerwat przyrody Kopce
29. rezerwat przyrody Kuźnie
30. rezerwat przyrody Las Dąbrowa
31. rezerwat przyrody Las Murckowski
32. rezerwat przyrody Lasek Miejski nad Olzą
33. rezerwat przyrody Lasek Miejski nad Puńcówką
34. rezerwat przyrody Lipowska
35. rezerwat przyrody Łęg nad Młynówką
36. rezerwat przyrody Łężczok
37. rezerwat przyrody Madohora
38. rezerwat przyrody Modrzewiowa Góra
39. rezerwat przyrody Morzyk
40. rezerwat przyrody Muńcoł
41. rezerwat przyrody Ochojec
42. rezerwat przyrody Ostrężnik
43. rezerwat przyrody Oszast
44. rezerwat przyrody Parkowe
45. rezerwat przyrody Pilsko
46. rezerwat przyrody Pod Rysianką
47. rezerwat przyrody Rajchowa Góra
48. rezerwat przyrody Romanka
49. rezerwat przyrody Rotuz
50. rezerwat przyrody Ruskie Góry
51. rezerwat przyrody Segiet
52. rezerwat przyrody Skarpa Wiślicka
53. rezerwat przyrody Smoleń
54. rezerwat przyrody Sokole Góry
55. rezerwat przyrody Stawiska
56. rezerwat przyrody Stok Szyndzielni
57. rezerwat przyrody Szachownica
58. rezerwat przyrody Szeroka w Beskidzie Małym
59. rezerwat przyrody Śrubita
60. rezerwat przyrody Wielki Las
61. rezerwat przyrody Wisła
62. rezerwat przyrody Zadni Gaj
63. rezerwat przyrody Zamczysko
64. rezerwat przyrody Zasolnica
65. rezerwat przyrody Zielona Góra
66. rezerwat przyrody Żubrowisko